# زندا (کانزاس)
زندا (به انگلیسی: Zenda) شهری در ایالت کانزاس کشور ایالات متحده آمریکا است که جمعیت آن در سرشماری سال ۲۰۱۰ میلادی، ۹۰ نفر بوده‌است.